# Nazionale maschile di calcio a 5 del Marocco
La nazionale maschile di calcio a 5 del Marocco è, in senso generale, una qualsiasi delle selezioni nazionali di calcio a 5 della FRMF che rappresentano il Marocco nelle varie competizioni ufficiali o amichevoli riservate alle squadre nazionali.

## Risultati nelle competizioni internazionali

### Campionato mondiale
| Anno   | Luogo         | Piazzamento      | Pd | V | N | P | GF | GS |
| ------ | ------------- | ---------------- | -- | - | - | - | -- | -- |
| 1989   | Paesi Bassi   | Non invitata     | -  | - | - | - | -  | -  |
| 1992   | Hong Kong     | Non partecipante | -  | - | - | - | -  | -  |
| 1996   | Spagna        | Non qualificata  | -  | - | - | - | -  | -  |
| 2000   | Guatemala     | Non qualificata  | -  | - | - | - | -  | -  |
| 2004   | Taipei cinese | Non qualificata  | -  | - | - | - | -  | -  |
| 2008   | Brasile       | Non qualificata  | -  | - | - | - | -  | -  |
| 2012   | Thailandia    | 1º turno         | 3  | 0 | 0 | 3 | 5  | 15 |
| 2016   | Colombia      | 1º turno         | 3  | 0 | 0 | 3 | 6  | 14 |
| 2021   | Lituania      | Quarti di finale | 5  | 2 | 2 | 1 | 13 | 7  |
| 2024   | Uzbekistan    | Quarti di finale | 5  | 3 | 0 | 2 | 16 | 15 |
| Totale |               | 4/10             | 16 | 5 | 2 | 9 | 40 | 51 |

### Campionato africano
| Anno   | Luogo        | Piazzamento      | Pd | V  | N | P | GF  | GS |
| ------ | ------------ | ---------------- | -- | -- | - | - | --- | -- |
| 1996   | Egitto       | Non partecipante | -  | -  | - | - | -   | -  |
| 2000   | Egitto       | 2º posto         | 3  | 1  | 1 | 1 | 24  | 12 |
| 2004   | Africa       | 3º posto         | 2  | 0  | 0 | 2 | 3   | 11 |
| 2008   | Libia        | 3º posto         | 6  | 4  | 0 | 2 | 20  | 11 |
| 2011   | Burkina Faso | Non disputato    | -  | -  | - | - | -   | -  |
| 2016   | Sudafrica    | Campione         | 5  | 4  | 0 | 1 | 17  | 10 |
| 2020   | Marocco      | Campione         | 5  | 5  | 0 | 0 | 23  | 1  |
| 2024   | Marocco      | Campione         | 5  | 5  | 0 | 0 | 37  | 6  |
| Totale |              | 6/7              | 26 | 19 | 1 | 6 | 124 | 51 |

## Rosa attuale
Aggiornata alle convocazioni per il mondiale 2016

| N. | Pos. | Giocatore          | Data nascita (età)         | Pres. | Squadra                |
| -- | ---- | ------------------ | -------------------------- | ----- | ---------------------- |
| 1  | P    | Rabie Zaari        | 26 luglio 1981 (35 anni)   |       | Raja Casablanca        |
| 2  | A    | Achraf Saoud       | 21 giugno 1990 (26 anni)   |       | Agadir                 |
| 3  | D    | Mohamed Jouad      | 04 marzo 1993 (23 anni)    |       | Feth Settat            |
| 4  | C    | Khalid Kouri       | 20 novembre 1993 (22 anni) |       | La Ville Haute Kénitra |
| 5  | A    | Youssef El Mazray  | 01 luglio 1987 (29 anni)   |       | Feth Settat            |
| 6  | C    | Soufiane Borite    | 11 dicembre 1992 (23 anni) |       | La Ville Haute Kénitra |
| 7  | C    | Youness El Asas    | 11 marzo 1988 (28 anni)    |       | Ajax Kénitra           |
| 8  | A    | Adil Habil         | 27 maggio 1982 (34 anni)   |       | Raja Casablanca        |
| 9  | C    | Zakaria Kauiri     | 17 agosto 1987 (29 anni)   |       | Raja Casablanca        |
| 10 | A    | Soufiane El Mesrar | 05 giugno 1990 (26 anni)   |       | Dynamo Kénitra         |
| 11 | A    | Bilal Bakkali      | 24 febbraio 1993 (23 anni) |       | Dynamo Kénitra         |
| 12 | P    | Reda Khiyari       | 21 maggio 1991 (25 anni)   |       | Sebou                  |
| 13 | A    | Sulayman Amghar    | 27 novembre 1992 (23 anni) |       | Kaos                   |
| 14 | D    | Abdelatif Fati     | 25 dicembre 1990 (25 anni) |       | Feth Settat            |

## Tutte le rose
Coppa del Mondo di calcio a 5 FIFA 20121 Rabie Zaari, 2 Soufiane El Mesrar, 3 Hatim Ouahabi, 4 Mohammed Dahou, 5 Youssef El Mazray, 6 Yahya Baya, 7 Bilal Assoufi, 8 Adil Habil, 9 Mohammed Talibi, 10 Aziz Derrou, 11 Anouar Chrayeh, 12 Adil El Bettachi, 13 Yahya Jabrane, 14 Younes Kelkaghi, CT: Hicham Dguig
Coppa del Mondo di calcio a 5 FIFA 20161 Rabie Zaari, 2 Achraf Saoud, 3 Mohamed Jouad, 4 Khalid Kouri, 5 Youssef El Mazray, 6 Soufiane Borite, 7 Youness El Asas, 8 Adil Habil, 9 Zakaria Kauiri, 10 Soufiane El Mesrar, 11 Bilal Bakkali, 12 Reda Khiyari, 13 Sulayman Amghar, 14 Abdelatif Fati, CT: Hicham Dguig
Coppa del Mondo di calcio a 5 FIFA 20211 Abdelkrim Anbia, 2 Achraf Saoud, 3 Anás El Ayyane, 4 Youssef Jouad, 5 Youssef El Mazray, 6 Soufiane Borite, 7 Ismail Amazal, 8 Saad Knia, 9 Otmane Boumezou, 10 Soufiane El Mesrar, 11 Bilal Bakkali, 12 Reda Khiyari, 13 Hamza Maimón, 14 Idriss Raïs El Fenni, 15 Khalid Bouzid, 16 Mohammed Cheridou, CT: Hicham Dguig
Coppa del Mondo di calcio a 5 FIFA 20241 Abdelkrim Anbia, 2 Anas Dahani, 3 Anás El Ayyane, 4 Mohamed Kamal, 5 Othmane El Idrissi, 6 Soufiane Borite, 7 Ismail Amazal, 8 Soufian Charraoui, 9 Otmane Boumezou, 10 Soufiane El Mesrar, 11 Khalid Bouzid, 12 Mohammed Cheridou, 13 Youssef Ben Sellam, 14 Idriss Raïs El Fenni, CT: Hicham Dguig